# Eugalta flavorbitalis
Eugalta flavorbitalis là một loài tò vò trong họ Ichneumonidae.